# Сорол
Сорол (англ. Sorol) — атолл в Тихом океане в архипелаге Каролинские острова. Является частью Федеративных Штатов Микронезии и административно входит в состав штата Яп.

## География
Сорол расположен в западной части Каролинских островов в 193 км к юго-юго-востоку от острова Улити и в 320 км к северо-западу от Эаурипика. Является одним из самых изолированных атоллов Каролинских островов. Ближайший материк, Азия, расположен в 2800 км.
Сорол представляет собой небольшой атолл удлинённой формы, длина которого составляет 12,5 км, а максимальная ширина — до 3,5 км. Окружён коралловым рифом. В центре атолла расположена лагуна длиной 5 км и шириной 2 км. Площадь суши острова, состоящего из девяти моту, составляет 0,9 км². Растительность типичная для других атоллов Тихого океана (ею покрыто 4 крупнейших моту).
Климат на Сороле влажный тропический. Случаются разрушительные циклоны.

## История
Европейским первооткрывателем острова, вероятно, является испанский путешественник Алонсо де Арельяно, проплывший мимо него 22 января 1565 года. Впоследствии мимо атолла проплывало большое количество торговых и китобойных судов.
В 1899 году Сорол, как и другие Каролинские острова, перешил под контроль Германской империи. После Первой мировой войны остров перешёл к Японии, став впоследствии частью Южного Тихоокеанского мандата. После окончания Второй мировой войны остров перешёл под контроль США и с 1947 года управлялся был частью Подопечной территории Тихоокеанские острова. В 1979 году остров вошёл в состав Федеративных Штатов Микронезии.

## Население
В 2000 году на острове проживало 215 человек.

## Экономика
Основа экономики — сельское хозяйство (производство копры) и рыболовство.